# Campeonato de Segunda División 1942 (Argentina)
El Campeonato de Segunda División 1942 fue la novena edición de la Segunda categoría del fútbol argentino en la era profesional, disputado entre el  4 de abril y el 6 de diciembre. El campeón fue Rosario Central, que venía de perder la categoría el año anterior, acreditándose el único cupo de ascenso a la Primera División de Argentina; lo logró dos fechas antes del cierre del certamen, en el cual convirtió 118 goles en 32 presentaciones. Asimismo descendieron a Tercera División Sportivo Alsina y El Porvenir. El goleador del torneo fue Waldino Aguirre de Rosario Central con 33 conquistas.

## Equipos
| Equipo                 | Ciudad (Provincia)                  |
| ---------------------- | ----------------------------------- |
| Acassuso               | Acassuso (Buenos Aires)             |
| All Boys               | Ciudad de Buenos Aires              |
| Almagro                | Ciudad de Buenos Aires              |
| Argentinos Juniors     | Ciudad de Buenos Aires              |
| Colegiales             | Ciudad de Buenos Aires              |
| Defensores de Belgrano | Ciudad de Buenos Aires              |
| Dock Sud               | Dock Sud (Buenos Aires)             |
| El Porvenir            | Gerli                               |
| Excursionistas         | Ciudad de Buenos Aires              |
| Nueva Chicago          | Ciudad de Buenos Aires              |
| Quilmes                | Quilmes (Buenos Aires)              |
| Rosario Central        | Rosario                             |
| Sportivo Alsina        | Valentín Alsina (Buenos Aires)      |
| Talleres (RE)          | Remedios de Escalada (Buenos Aires) |
| Temperley              | Temperley (Buenos Aires)            |
| Unión                  | Santa Fe (Santa Fe)                 |
| Vélez Sarsfield        | Ciudad de Buenos Aires              |

## Sistema de disputa
El Campeonato de Segunda División 1942 se disputó en dos ruedas, bajo el sistema de todos contra todos. La tabla final de posiciones del torneo se estableció por acumulación de puntos. Concluida la competición, el equipo que ocupara el primer puesto sería consagrado campeón y ascendido a Primera División, mientras que quienes ocuparan los dos últimos serían relegados a Tercera División.

## Tabla de posiciones
| Pos. | Equipo             | Pts. | PJ | PG | PE | PP | GF  | GC | Dif. |
| ---- | ------------------ | ---- | -- | -- | -- | -- | --- | -- | ---- |
| 1.º  | Rosario Central    | 53   | 32 | 25 | 3  | 4  | 118 | 41 | 77   |
| 2.º  | Excursionistas     | 45   | 32 | 18 | 9  | 5  | 61  | 28 | 33   |
| 3.º  | Vélez Sarsfield    | 41   | 32 | 18 | 5  | 9  | 69  | 38 | 31   |
| 4.º  | Quilmes            | 39   | 32 | 16 | 7  | 9  | 58  | 41 | 17   |
| 5.º  | Unión de Santa Fe  | 37   | 32 | 15 | 7  | 10 | 57  | 54 | 3    |
| 6.º  | Def. de Belgrano   | 35   | 32 | 16 | 3  | 13 | 59  | 55 | 4    |
| 7.º  | Talleres (RdE)     | 33   | 32 | 15 | 3  | 14 | 67  | 56 | 11   |
| 8.º  | Sportivo Dock Sud  | 31   | 32 | 13 | 5  | 14 | 61  | 78 | −17  |
| 9.º  | Nueva Chicago      | 30   | 32 | 13 | 4  | 15 | 63  | 74 | −11  |
| 10.º | Sportivo Acassuso  | 29   | 32 | 12 | 5  | 15 | 56  | 78 | −22  |
| 11.º | Almagro            | 28   | 32 | 11 | 6  | 15 | 50  | 66 | −16  |
| 12.º | Temperley          | 26   | 32 | 10 | 6  | 16 | 61  | 69 | −8   |
| 13.º | Colegiales         | 26   | 32 | 11 | 4  | 17 | 52  | 67 | −15  |
| 14.º | Argentinos Juniors | 25   | 32 | 9  | 7  | 16 | 49  | 74 | −25  |
| 15.º | All Boys           | 24   | 32 | 8  | 8  | 16 | 44  | 64 | −20  |
| 16.º | Sportivo Alsina    | 17   | 32 | 10 | 7  | 15 | 60  | 78 | −18  |
| 17.º | El Porvenir        | 15   | 32 | 4  | 7  | 21 | 22  | 67 | −45  |

|  | Campeón y ascendido a la Primera División. |
|  | Descendió a la Tercera División.           |

## Resultados
Primera Rueda
| Fecha 1                | Fecha 1   | Fecha 1            | Fecha 1                | Fecha 1    | Fecha 1 |
| Local                  | Resultado | Visitante          | Estadio                | Fecha      |         |
| ---------------------- | --------- | ------------------ | ---------------------- | ---------- | ------- |
| Defensores de Belgrano | 2 - 1     | Talleres (RdE)     | Defensores de Belgrano | 4 de abril |         |
| Colegiales             | 0 - 3     | Quilmes            | Colegiales             | 4 de abril |         |
| El Porvenir            | 0 - 0     | Argentinos Juniors | El Porvenir            | 4 de abril |         |
| Almagro                | 0 - 2     | Vélez Sarsfield    | Almagro                | 4 de abril |         |
| All Boys               | 2 - 2     | Sportivo Alsina    | All Boys               | 4 de abril |         |
| Sportivo Dock Sud      | 2 - 4     | Acassuso           | Sportivo Dock Sud      | 4 de abril |         |
| Temperley              | 1 - 1     | Excursionistas     | Temperley              | 4 de abril |         |
| Unión                  | 4 - 1     | Nueva Chicago      | Unión                  | 5 de abril |         |
| Libre: Rosario Central |           |                    |                        |            |         |

| Fecha 2            | Fecha 2   | Fecha 2                | Fecha 2            | Fecha 2     | Fecha 2 |
| Local              | Resultado | Visitante              | Estadio            | Fecha       |         |
| ------------------ | --------- | ---------------------- | ------------------ | ----------- | ------- |
| Excursionistas     | 1 - 1     | Rosario Central        | Excursionistas     | 11 de abril |         |
| Acassuso           | 1 - 4     | Temperley              | Acassuso           | 11 de abril |         |
| Sportivo Alsina    | 4 - 2     | Sportivo Dock Sud      | Sportivo Alsina    | 11 de abril |         |
| Vélez Sarsfield    | 2 - 0     | All Boys               | Vélez Sarsfield    | 11 de abril |         |
| Argentinos Juniors | 3 - 2     | Almagro                | Argentinos Juniors | 11 de abril |         |
| Quilmes            | 4 - 1     | El Porvenir            | Quilmes            | 11 de abril |         |
| Talleres (RdE)     | 3 - 0     | Colegiales             | Talleres (RdE)     | 11 de abril |         |
| Nueva Chicago      | 0 - 1     | Defensores de Belgrano | Nueva Chicago      | 11 de abril |         |
| Libre: Unión       |           |                        |                    |             |         |

| Fecha 3                | Fecha 3   | Fecha 3            | Fecha 3                | Fecha 3     | Fecha 3 |
| Local                  | Resultado | Visitante          | Estadio                | Fecha       |         |
| ---------------------- | --------- | ------------------ | ---------------------- | ----------- | ------- |
| Defensores de Belgrano | 0 - 1     | Unión              | Defensores de Belgrano | 18 de abril |         |
| Colegiales             | 5 - 2     | Nueva Chicago      | Colegiales             | 18 de abril |         |
| El Porvenir            | 0 - 3     | Talleres (RdE)     | El Porvenir            | 18 de abril |         |
| Almagro                | 1 - 0     | Quilmes            | Almagro                | 18 de abril |         |
| All Boys               | 2 - 3     | Argentinos Juniors | All Boys               | 18 de abril |         |
| Sportivo Dock Sud      | 1 - 1     | Vélez Sarsfield    | Sportivo Dock Sud      | 18 de abril |         |
| Temperley              | 3 - 4     | Sportivo Alsina    | Temperley              | 18 de abril |         |
| Rosario Central        | 8 - 2     | Acassuso           | Rosario Central        | 18 de abril |         |
| Libre: Excursionistas  |           |                    |                        |             |         |

| Fecha 4                       | Fecha 4   | Fecha 4           | Fecha 4            | Fecha 4     | Fecha 4 |
| Local                         | Resultado | Visitante         | Estadio            | Fecha       |         |
| ----------------------------- | --------- | ----------------- | ------------------ | ----------- | ------- |
| Unión                         | 1 - 1     | Colegiales        | Unión              | 26 de abril |         |
| Acassuso                      | 1 - 2     | Excursionistas    | Acassuso           | 2 de mayo   |         |
| Sportivo Alsina               | 0 - 2     | Rosario Central   | Sportivo Alsina    | 2 de mayo   |         |
| Vélez Sarsfield               | 2 - 0     | Temperley         | Vélez Sarsfield    | 2 de mayo   |         |
| Argentinos Juniors            | 2 - 2     | Sportivo Dock Sud | Argentinos Juniors | 2 de mayo   |         |
| Quilmes                       | 1 - 1     | All Boys          | Quilmes            | 2 de mayo   |         |
| Talleres (RdE)                | 2 - 1     | Almagro           | Talleres (RdE)     | 2 de mayo   |         |
| Nueva Chicago                 | 2 - 1     | El Porvenir       | Nueva Chicago      | 2 de mayo   |         |
| Libre: Defensores de Belgrano |           |                   |                    |             |         |

| Fecha 5           | Fecha 5   | Fecha 5                | Fecha 5           | Fecha 5    | Fecha 5 |
| Local             | Resultado | Visitante              | Estadio           | Fecha      |         |
| ----------------- | --------- | ---------------------- | ----------------- | ---------- | ------- |
| Colegiales        | 1 - 3     | Defensores de Belgrano | Colegiales        | 9 de mayo  |         |
| El Porvenir       | 2 - 1     | Unión                  | El Porvenir       | 9 de mayo  |         |
| Almagro           | 2 - 1     | Nueva Chicago          | Almagro           | 9 de mayo  |         |
| All Boys          | 1 - 0     | Talleres (RdE)         | All Boys          | 9 de mayo  |         |
| Sportivo Dock Sud | 2 - 1     | Quilmes                | Sportivo Dock Sud | 9 de mayo  |         |
| Temperley         | 1 - 1     | Argentinos Juniors     | Temperley         | 9 de mayo  |         |
| Excursionistas    | 2 - 2     | Sportivo Alsina        | Excursionistas    | 9 de mayo  |         |
| Rosario Central   | 3 - 2     | Vélez Sarsfield        | Rosario Central   | 10 de mayo |         |
| Libre: Acassuso   |           |                        |                   |            |         |

| Fecha 6                | Fecha 6   | Fecha 6           | Fecha 6                | Fecha 6    | Fecha 6 |
| Local                  | Resultado | Visitante         | Estadio                | Fecha      |         |
| ---------------------- | --------- | ----------------- | ---------------------- | ---------- | ------- |
| Sportivo Alsina        | 2 - 1     | Acassuso          | Sportivo Alsina        | 16 de mayo |         |
| Vélez Sarsfield        | 2 - 1     | Excursionistas    | Vélez Sarsfield        | 16 de mayo |         |
| Argentinos Juniors     | 2 - 0     | Rosario Central   | Argentinos Juniors     | 16 de mayo |         |
| Quilmes                | 3 - 0     | Temperley         | Quilmes                | 16 de mayo |         |
| Talleres (RdE)         | 3 - 1     | Sportivo Dock Sud | Talleres (RdE)         | 16 de mayo |         |
| Nueva Chicago          | 1 - 1     | All Boys          | Nueva Chicago          | 16 de mayo |         |
| Defensores de Belgrano | 2 - 0     | El Porvenir       | Defensores de Belgrano | 16 de mayo |         |
| Unión                  | 6 - 2     | Almagro           | Unión                  | 17 de mayo |         |
| Libre: Colegiales      |           |                   |                        |            |         |

| Fecha 7                | Fecha 7   | Fecha 7                | Fecha 7           | Fecha 7    | Fecha 7 |
| Local                  | Resultado | Visitante              | Estadio           | Fecha      |         |
| ---------------------- | --------- | ---------------------- | ----------------- | ---------- | ------- |
| El Porvenir            | 2 - 0     | Colegiales             | El Porvenir       | 23 de mayo |         |
| Almagro                | 0 - 5     | Defensores de Belgrano | Almagro           | 23 de mayo |         |
| All Boys               | 4 - 2     | Unión                  | All Boys          | 23 de mayo |         |
| Sportivo Dock Sud      | 6 - 2     | Nueva Chicago          | Sportivo Dock Sud | 23 de mayo |         |
| Temperley              | 1 - 1     | Talleres (RdE)         | Temperley         | 23 de mayo |         |
| Excursionistas         | 0 - 1     | Argentinos Juniors     | Excursionistas    | 23 de mayo |         |
| Acassuso               | 1 - 1     | Vélez Sarsfield        | Acassuso          | 23 de mayo |         |
| Rosario Central        | 4 - 1     | Quilmes                | Rosario Central   | 24 de mayo |         |
| Libre: Sportivo Alsina |           |                        |                   |            |         |

| Fecha 8                | Fecha 8   | Fecha 8           | Fecha 8                | Fecha 8    | Fecha 8 |
| Local                  | Resultado | Visitante         | Estadio                | Fecha      |         |
| ---------------------- | --------- | ----------------- | ---------------------- | ---------- | ------- |
| Vélez Sarsfield        | 0 - 2     | Sportivo Alsina   | Vélez Sarsfield        | 30 de mayo |         |
| Argentinos Juniors     | 2 - 2     | Acassuso          | Argentinos Juniors     | 30 de mayo |         |
| Quilmes                | 1 - 3     | Excursionistas    | Quilmes                | 30 de mayo |         |
| Talleres (RdE)         | 1 - 2     | Rosario Central   | Talleres (RdE)         | 30 de mayo |         |
| Nueva Chicago          | 5 - 1     | Temperley         | Nueva Chicago          | 30 de mayo |         |
| Defensores de Belgrano | 0 - 1     | All Boys          | Defensores de Belgrano | 30 de mayo |         |
| Colegiales             | 3 - 1     | Almagro           | Colegiales             | 30 de mayo |         |
| Unión                  | 2 - 0     | Sportivo Dock Sud | Unión                  | 31 de mayo |         |
| Libre: El Porvenir     |           |                   |                        |            |         |

| Fecha 9                | Fecha 9   | Fecha 9                | Fecha 9           | Fecha 9    | Fecha 9 |
| Local                  | Resultado | Visitante              | Estadio           | Fecha      |         |
| ---------------------- | --------- | ---------------------- | ----------------- | ---------- | ------- |
| Almagro                | 2 - 4     | El Porvenir            | Almagro           | 6 de junio |         |
| All Boys               | 2 - 3     | Colegiales             | All Boys          | 6 de junio |         |
| Sportivo Dock Sud      | 2 - 0     | Defensores de Belgrano | Sportivo Dock Sud | 6 de junio |         |
| Temperley              | 5 - 0     | Unión                  | Temperley         | 6 de junio |         |
| Excursionistas         | 2 - 1     | Talleres (RdE)         | Excursionistas    | 6 de junio |         |
| Acassuso               | 2 - 1     | Quilmes                | Acassuso          | 6 de junio |         |
| Sportivo Alsina        | 1 - 4     | Argentinos Juniors     | Sportivo Alsina   | 6 de junio |         |
| Rosario Central        | 12 - 1    | Nueva Chicago          | Rosario Central   | 7 de junio |         |
| Libre: Vélez Sarsfield |           |                        |                   |            |         |

| Fecha 10               | Fecha 10  | Fecha 10          | Fecha 10               | Fecha 10    | Fecha 10 |
| Local                  | Resultado | Visitante         | Estadio                | Fecha       |          |
| ---------------------- | --------- | ----------------- | ---------------------- | ----------- | -------- |
| Argentinos Juniors     | 0 - 2     | Vélez Sarsfield   | Argentinos Juniors     | 13 de junio |          |
| Quilmes                | 5 - 2     | Sportivo Alsina   | Quilmes                | 13 de junio |          |
| Talleres (RdE)         | 1 - 1     | Acassuso          | Talleres (RdE)         | 13 de junio |          |
| Nueva Chicago          | 0 - 0     | Excursionistas    | Nueva Chicago          | 13 de junio |          |
| Defensores de Belgrano | 5 - 2     | Temperley         | Defensores de Belgrano | 13 de junio |          |
| Colegiales             | 2 - 3     | Sportivo Dock Sud | Colegiales             | 13 de junio |          |
| El Porvenir            | 0 - 0     | All Boys          | El Porvenir            | 13 de junio |          |
| Unión                  | 0 - 5     | Rosario Central   | Unión                  | 14 de junio |          |
| Libre: Almagro         |           |                   |                        |             |          |

| Fecha 11                  | Fecha 11  | Fecha 11               | Fecha 11          | Fecha 11    | Fecha 11 |
| Local                     | Resultado | Visitante              | Estadio           | Fecha       |          |
| ------------------------- | --------- | ---------------------- | ----------------- | ----------- | -------- |
| All Boys                  | 2 - 0     | Almagro                | All Boys          | 20 de junio |          |
| Sportivo Dock Sud         | 2 - 0     | El Porvenir            | Sportivo Dock Sud | 20 de junio |          |
| Temperley                 | 3 - 0     | Colegiales             | Temperley         | 20 de junio |          |
| Excursionistas            | 3 - 0     | Unión                  | Excursionistas    | 20 de junio |          |
| Acassuso                  | 2 - 3     | Nueva Chicago          | Acassuso          | 20 de junio |          |
| Sportivo Alsina           | 5 - 2     | Talleres (RdE)         | Sportivo Alsina   | 20 de junio |          |
| Vélez Sarsfield           | 2 - 3     | Quilmes                | Vélez Sarsfield   | 20 de junio |          |
| Rosario Central           | 4 - 0     | Defensores de Belgrano | Rosario Central   | 21 de junio |          |
| Libre: Argentinos Juniors |           |                        |                   |             |          |

| Fecha 12               | Fecha 12  | Fecha 12           | Fecha 12               | Fecha 12    | Fecha 12 |
| Local                  | Resultado | Visitante          | Estadio                | Fecha       |          |
| ---------------------- | --------- | ------------------ | ---------------------- | ----------- | -------- |
| Quilmes                | 1 - 0     | Argentinos Juniors | Quilmes                | 27 de junio |          |
| Talleres (RdE)         | 2 - 3     | Vélez Sarsfield    | Talleres (RdE)         | 27 de junio |          |
| Nueva Chicago          | 4 - 2     | Sportivo Alsina    | Nueva Chicago          | 27 de junio |          |
| Defensores de Belgrano | 1 - 5     | Excursionistas     | Defensores de Belgrano | 27 de junio |          |
| Colegiales             | 3 - 0     | Rosario Central    | Colegiales             | 27 de junio |          |
| El Porvenir            | 0 - 2     | Temperley          | El Porvenir            | 27 de junio |          |
| Almagro                | 2 - 2     | Sportivo Dock Sud  | Atlanta                | 27 de junio |          |
| Unión                  | 3 - 2     | Acassuso           | Unión                  | 28 de junio |          |
| Libre: All Boys        |           |                    |                        |             |          |

| Fecha 13           | Fecha 13  | Fecha 13               | Fecha 13           | Fecha 13   | Fecha 13 |
| Local              | Resultado | Visitante              | Estadio            | Fecha      |          |
| ------------------ | --------- | ---------------------- | ------------------ | ---------- | -------- |
| Sportivo Dock Sud  | 1 - 2     | All Boys               | Sportivo Dock Sud  | 4 de julio |          |
| Temperley          | 1 - 2     | Almagro                | Temperley          | 4 de julio |          |
| Excursionistas     | 4 - 1     | Colegiales             | Excursionistas     | 4 de julio |          |
| Acassuso           | 1 - 0     | Defensores de Belgrano | Acassuso           | 4 de julio |          |
| Sportivo Alsina    | 1 - 2     | Unión                  | Sportivo Alsina    | 4 de julio |          |
| Vélez Sarsfield    | 4 - 2     | Nueva Chicago          | Vélez Sarsfield    | 4 de julio |          |
| Argentinos Juniors | 2 - 1     | Talleres (RdE)         | Argentinos Juniors | 4 de julio |          |
| Rosario Central    | 3 - 2     | El Porvenir            | Rosario Central    | 5 de julio |          |
| Libre: Quilmes     |           |                        |                    |            |          |

| Fecha 14                 | Fecha 14  | Fecha 14           | Fecha 14               | Fecha 14    | Fecha 14 |
| Local                    | Resultado | Visitante          | Estadio                | Fecha       |          |
| ------------------------ | --------- | ------------------ | ---------------------- | ----------- | -------- |
| Nueva Chicago            | 2 - 1     | Argentinos Juniors | Nueva Chicago          | 11 de julio |          |
| Colegiales               | 0 - 1     | Acassuso           | Colegiales             | 11 de julio |          |
| All Boys                 | 2 - 2     | Temperley          | All Boys               | 11 de julio |          |
| Talleres (RdE)           | 1 - 0     | Quilmes            | Talleres (RdE)         | 12 de julio |          |
| Unión                    | 0 - 2     | Vélez Sarsfield    | Unión                  | 12 de julio |          |
| Defensores de Belgrano   | 1 - 1     | Sportivo Alsina    | Defensores de Belgrano | 12 de julio |          |
| El Porvenir              | 0 - 0     | Excursionistas     | El Porvenir            | 12 de julio |          |
| Almagro                  | 0 - 2     | Rosario Central    | Atlanta                | 12 de julio |          |
| Libre: Sportivo Dock Sud |           |                    |                        |             |          |

| Fecha 15              | Fecha 15  | Fecha 15               | Fecha 15           | Fecha 15    | Fecha 15 |
| Local                 | Resultado | Visitante              | Estadio            | Fecha       |          |
| --------------------- | --------- | ---------------------- | ------------------ | ----------- | -------- |
| Temperley             | 3 - 1     | Sportivo Dock Sud      | Temperley          | 18 de julio |          |
| Rosario Central       | 4 - 1     | All Boys               | Rosario Central    | 18 de julio |          |
| Excursionistas        | 4 - 0     | Almagro                | Excursionistas     | 18 de julio |          |
| Acassuso              | 2 - 1     | El Porvenir            | Acassuso           | 18 de julio |          |
| Sportivo Alsina       | 0 - 1     | Colegiales             | Sportivo Alsina    | 18 de julio |          |
| Vélez Sarsfield       | 5 - 0     | Defensores de Belgrano | Vélez Sarsfield    | 18 de julio |          |
| Argentinos Juniors    | 2 - 2     | Unión                  | Argentinos Juniors | 18 de julio |          |
| Quilmes               | 3 - 2     | Nueva Chicago          | Quilmes            | 18 de julio |          |
| Libre: Talleres (RdE) |           |                        |                    |             |          |

| Fecha 16               | Fecha 16  | Fecha 16           | Fecha 16               | Fecha 16    | Fecha 16 |
| Local                  | Resultado | Visitante          | Estadio                | Fecha       |          |
| ---------------------- | --------- | ------------------ | ---------------------- | ----------- | -------- |
| Nueva Chicago          | 1 - 1     | Talleres (RdE)     | Nueva Chicago          | 25 de julio |          |
| Defensores de Belgrano | 6 - 0     | Argentinos Juniors | Defensores de Belgrano | 25 de julio |          |
| Colegiales             | 2 - 1     | Vélez Sarsfield    | Colegiales             | 25 de julio |          |
| El Porvenir            | 0 - 1     | Sportivo Alsina    | El Porvenir            | 25 de julio |          |
| Almagro                | 2 - 1     | Acassuso           | Almagro                | 25 de julio |          |
| All Boys               | 3 - 3     | Excursionistas     | All Boys               | 25 de julio |          |
| Sportivo Dock Sud      | 6 - 3     | Rosario Central    | Sportivo Dock Sud      | 25 de julio |          |
| Unión                  | 1 - 1     | Quilmes            | Unión                  | 26 de julio |          |
| Libre: Temperley       |           |                    |                        |             |          |

| Fecha 17             | Fecha 17  | Fecha 17               | Fecha 17           | Fecha 17    | Fecha 17 |
| Local                | Resultado | Visitante              | Estadio            | Fecha       |          |
| -------------------- | --------- | ---------------------- | ------------------ | ----------- | -------- |
| Rosario Central      | 6 - 3     | Temperley              | Rosario Central    | 1 de agosto |          |
| Excursionistas       | 2 - 4     | Sportivo Dock Sud      | Excursionistas     | 1 de agosto |          |
| Acassuso             | 0 - 0     | All Boys               | Acassuso           | 1 de agosto |          |
| Sportivo Alsina      | 3 - 3     | Almagro                | Boca Juniors       | 1 de agosto |          |
| Vélez Sarsfield      | 2 - 0     | El Porvenir            | Vélez Sarsfield    | 1 de agosto |          |
| Argentinos Juniors   | 0 - 3     | Colegiales             | Argentinos Juniors | 1 de agosto |          |
| Quilmes              | 4 - 2     | Defensores de Belgrano | Quilmes            | 1 de agosto |          |
| Talleres (RdE)       | 1 - 0     | Unión                  | Talleres (RdE)     | 1 de agosto |          |
| Libre: Nueva Chicago |           |                        |                    |             |          |

Segunda Rueda
| Fecha 18               | Fecha 18  | Fecha 18               | Fecha 18           | Fecha 18    | Fecha 18 |
| Local                  | Resultado | Visitante              | Estadio            | Fecha       |          |
| ---------------------- | --------- | ---------------------- | ------------------ | ----------- | -------- |
| Nueva Chicago          | 0 - 1     | Unión                  | Nueva Chicago      | 8 de agosto |          |
| Talleres (RdE)         | 3 - 1     | Defensores de Belgrano | Talleres (RdE)     | 8 de agosto |          |
| Quilmes                | 2 - 1     | Colegiales             | Quilmes            | 8 de agosto |          |
| Argentinos Juniors     | 2 - 2     | El Porvenir            | Argentinos Juniors | 8 de agosto |          |
| Vélez Sarsfield        | 0 - 2     | Almagro                | Chacarita Juniors  | 8 de agosto |          |
| Sportivo Alsina        | 0 - 2     | All Boys               | Sportivo Alsina    | 8 de agosto |          |
| Acassuso               | 6 - 1     | Sportivo Dock Sud      | Acassuso           | 8 de agosto |          |
| Excursionistas         | 2 - 1     | Temperley              | Excursionistas     | 8 de agosto |          |
| Libre: Rosario Central |           |                        |                    |             |          |

| Fecha 19               | Fecha 19  | Fecha 19           | Fecha 19               | Fecha 19     | Fecha 19 |
| Local                  | Resultado | Visitante          | Estadio                | Fecha        |          |
| ---------------------- | --------- | ------------------ | ---------------------- | ------------ | -------- |
| Temperley              | 4 - 1     | Acassuso           | Temperley              | 22 de agosto |          |
| Sportivo Dock Sud      | 2 - 2     | Sportivo Alsina    | Sportivo Dock Sud      | 22 de agosto |          |
| All Boys               | 2 - 6     | Vélez Sarsfield    | All Boys               | 22 de agosto |          |
| Almagro                | 3 - 3     | Argentinos Juniors | Almagro                | 22 de agosto |          |
| El Porvenir            | 0 - 3     | Quilmes            | El Porvenir            | 22 de agosto |          |
| Colegiales             | 2 - 4     | Talleres (RdE)     | Colegiales             | 22 de agosto |          |
| Defensores de Belgrano | 3 - 2     | Nueva Chicago      | Defensores de Belgrano | 22 de agosto |          |
| Rosario Central        | 0 - 0     | Excursionistas     | Rosario Central        | 23 de agosto |          |
| Libre: Unión           |           |                    |                        |              |          |

| Fecha 20              | Fecha 20  | Fecha 20               | Fecha 20           | Fecha 20     | Fecha 20 |
| Local                 | Resultado | Visitante              | Estadio            | Fecha        |          |
| --------------------- | --------- | ---------------------- | ------------------ | ------------ | -------- |
| Nueva Chicago         | 4 - 1     | Colegiales             | Nueva Chicago      | 29 de agosto |          |
| Talleres (RdE)        | 3 - 2     | El Porvenir            | Talleres (RdE)     | 29 de agosto |          |
| Quilmes               | 3 - 2     | Almagro                | Quilmes            | 29 de agosto |          |
| Argentinos Juniors    | 2 - 1     | All Boys               | Argentinos Juniors | 29 de agosto |          |
| Vélez Sarsfield       | 4 - 0     | Sportivo Dock Sud      | Vélez Sarsfield    | 29 de agosto |          |
| Sportivo Alsina       | 2 - 1     | Temperley              | Sportivo Alsina    | 29 de agosto |          |
| Acassuso              | 1 - 2     | Rosario Central        | Acassuso           | 29 de agosto |          |
| Unión                 | 0 - 2     | Defensores de Belgrano | Unión              | 30 de agosto |          |
| Libre: Excursionistas |           |                        |                    |              |          |

| Fecha 21                      | Fecha 21  | Fecha 21           | Fecha 21          | Fecha 21        | Fecha 21 |
| Local                         | Resultado | Visitante          | Estadio           | Fecha           |          |
| ----------------------------- | --------- | ------------------ | ----------------- | --------------- | -------- |
| Excursionistas                | 4 - 1     | Acassuso           | Excursionistas    | 6 de septiembre |          |
| Rosario Central               | 7 - 3     | Sportivo Alsina    | Rosario Central   | 6 de septiembre |          |
| Temperley                     | 3 - 2     | Vélez Sarsfield    | Temperley         | 6 de septiembre |          |
| Sportivo Dock Sud             | 2 - 1     | Argentinos Juniors | Sportivo Dock Sud | 6 de septiembre |          |
| All Boys                      | 0 - 1     | Quilmes            | All Boys          | 6 de septiembre |          |
| Almagro                       | 1 - 3     | Talleres (RdE)     | Almagro           | 6 de septiembre |          |
| El Porvenir                   | 1 - 2     | Nueva Chicago      | Racing            | 6 de septiembre |          |
| Colegiales                    | 2 - 3     | Unión              | Colegiales        | 6 de septiembre |          |
| Libre: Defensores de Belgrano |           |                    |                   |                 |          |

| Fecha 22               | Fecha 22  | Fecha 22          | Fecha 22               | Fecha 22         | Fecha 22 |
| Local                  | Resultado | Visitante         | Estadio                | Fecha            |          |
| ---------------------- | --------- | ----------------- | ---------------------- | ---------------- | -------- |
| Defensores de Belgrano | 1 - 3     | Colegiales        | Defensores de Belgrano | 12 de septiembre |          |
| Nueva Chicago          | 2 - 3     | Almagro           | Nueva Chicago          | 12 de septiembre |          |
| Talleres (RdE)         | 4 - 1     | All Boys          | Talleres (RdE)         | 12 de septiembre |          |
| Quilmes                | 5 - 1     | Sportivo Dock Sud | Quilmes                | 12 de septiembre |          |
| Argentinos Juniors     | 1 - 0     | Temperley         | Argentinos Juniors     | 12 de septiembre |          |
| Vélez Sarsfield        | 2 - 0     | Rosario Central   | Vélez Sarsfield        | 12 de septiembre |          |
| Sportivo Alsina        | 1 - 2     | Excursionistas    | Sportivo Alsina        | 12 de septiembre |          |
| Unión                  | 2 - 2     | El Porvenir       | Unión                  | 13 de septiembre |          |
| Libre: Acassuso        |           |                   |                        |                  |          |

| Fecha 23          | Fecha 23  | Fecha 23               | Fecha 23          | Fecha 23         | Fecha 23 |
| Local             | Resultado | Visitante              | Estadio           | Fecha            |          |
| ----------------- | --------- | ---------------------- | ----------------- | ---------------- | -------- |
| Acassuso          | 1 - 5     | Sportivo Alsina        | Acassuso          | 20 de septiembre |          |
| Excursionistas    | 0 - 0     | Vélez Sarsfield        | Excursionistas    | 20 de septiembre |          |
| Rosario Central   | 6 - 1     | Argentinos Juniors     | Rosario Central   | 20 de septiembre |          |
| Temperley         | 1 - 0     | Quilmes                | Temperley         | 20 de septiembre |          |
| Sportivo Dock Sud | 1 - 0     | Talleres (RdE)         | Sportivo Dock Sud | 20 de septiembre |          |
| All Boys          | 0 - 2     | Nueva Chicago          | All Boys          | 20 de septiembre |          |
| Almagro           | 1 - 2     | Unión                  | Almagro           | 20 de septiembre |          |
| El Porvenir       | 1 - 2     | Defensores de Belgrano | El Porvenir       | 20 de septiembre |          |
| Libre: Colegiales |           |                        |                   |                  |          |

| Fecha 24               | Fecha 24  | Fecha 24          | Fecha 24               | Fecha 24         | Fecha 24 |
| Local                  | Resultado | Visitante         | Estadio                | Fecha            |          |
| ---------------------- | --------- | ----------------- | ---------------------- | ---------------- | -------- |
| Colegiales             | 1 - 1     | El Porvenir       | Colegiales             | 26 de septiembre |          |
| Defensores de Belgrano | 0 - 2     | Almagro           | Defensores de Belgrano | 26 de septiembre |          |
| Nueva Chicago          | 4 - 2     | Sportivo Dock Sud | Nueva Chicago          | 26 de septiembre |          |
| Talleres (RdE)         | 5 - 2     | Temperley         | Talleres (RdE)         | 26 de septiembre |          |
| Quilmes                | 2 - 2     | Rosario Central   | Quilmes                | 26 de septiembre |          |
| Argentinos Juniors     | 0 - 1     | Excursionistas    | Argentinos Juniors     | 26 de septiembre |          |
| Vélez Sarsfield        | 4 - 2     | Acassuso          | Vélez Sarsfield        | 26 de septiembre |          |
| Unión                  | 2 - 2     | All Boys          | Unión                  | 27 de septiembre |          |
| Libre: Sportivo Alsina |           |                   |                        |                  |          |

| Fecha 25           | Fecha 25  | Fecha 25               | Fecha 25          | Fecha 25     | Fecha 25 |
| Local              | Resultado | Visitante              | Estadio           | Fecha        |          |
| ------------------ | --------- | ---------------------- | ----------------- | ------------ | -------- |
| Sportivo Alsina    | 0 - 1     | Vélez Sarsfield        | Sportivo Alsina   | 3 de octubre |          |
| Acassuso           | 4 - 3     | Argentinos Juniors     | Acassuso          | 3 de octubre |          |
| Excursionistas     | 2 - 0     | Quilmes                | Excursionistas    | 3 de octubre |          |
| Rosario Central    | 4 - 0     | Talleres (RdE)         | Rosario Central   | 3 de octubre |          |
| Temperley          | 4 - 3     | Nueva Chicago          | Temperley         | 3 de octubre |          |
| Sportivo Dock Sud  | 2 - 3     | Unión                  | Sportivo Dock Sud | 3 de octubre |          |
| All Boys           | 1 - 2     | Defensores de Belgrano | All Boys          | 3 de octubre |          |
| Almagro            | 3 - 0     | Colegiales             | Almagro           | 3 de octubre |          |
| Libre: El Porvenir |           |                        |                   |              |          |

| Fecha 26               | Fecha 26  | Fecha 26          | Fecha 26               | Fecha 26      | Fecha 26 |
| Local                  | Resultado | Visitante         | Estadio                | Fecha         |          |
| ---------------------- | --------- | ----------------- | ---------------------- | ------------- | -------- |
| El Porvenir            | 0 - 0     | Almagro           | El Porvenir            | 10 de octubre |          |
| Colegiales             | 6 - 1     | All Boys          | Colegiales             | 10 de octubre |          |
| Defensores de Belgrano | 2 - 0     | Sportivo Dock Sud | Defensores de Belgrano | 10 de octubre |          |
| Nueva Chicago          | 2 - 4     | Rosario Central   | Nueva Chicago          | 10 de octubre |          |
| Talleres (RdE)         | 0 - 1     | Excursionistas    | Talleres (RdE)         | 10 de octubre |          |
| Quilmes                | 2 - 0     | Acassuso          | Quilmes                | 10 de octubre |          |
| Argentinos Juniors     | 4 - 2     | Sportivo Alsina   | Argentinos Juniors     | 10 de octubre |          |
| Unión                  | 4 - 1     | Temperley         | Unión                  | 11 de octubre |          |
| Libre: Vélez Sarsfield |           |                   |                        |               |          |

| Fecha 27          | Fecha 27  | Fecha 27               | Fecha 27          | Fecha 27      | Fecha 27 |
| Local             | Resultado | Visitante              | Estadio           | Fecha         |          |
| ----------------- | --------- | ---------------------- | ----------------- | ------------- | -------- |
| Rosario Central   | 5 - 0     | Unión                  | Rosario Central   | 16 de octubre |          |
| Vélez Sarsfield   | 4 - 1     | Argentinos Juniors     | Vélez Sarsfield   | 17 de octubre |          |
| Sportivo Alsina   | 1 - 1     | Quilmes                | Sportivo Alsina   | 17 de octubre |          |
| Acassuso          | 3 - 0     | Talleres (RdE)         | Acassuso          | 17 de octubre |          |
| Excursionistas    | 2 - 0     | Nueva Chicago          | Excursionistas    | 17 de octubre |          |
| Temperley         | 2 - 3     | Defensores de Belgrano | Temperley         | 17 de octubre |          |
| Sportivo Dock Sud | 4 - 1     | Colegiales             | Sportivo Dock Sud | 17 de octubre |          |
| All Boys          | 4 - 1     | El Porvenir            | All Boys          | 17 de octubre |          |
| Libre: Almagro    |           |                        |                   |               |          |

| Fecha 28                  | Fecha 28  | Fecha 28          | Fecha 28               | Fecha 28      | Fecha 28 |
| Local                     | Resultado | Visitante         | Estadio                | Fecha         |          |
| ------------------------- | --------- | ----------------- | ---------------------- | ------------- | -------- |
| Almagro                   | 3 - 0     | All Boys          | Almagro                | 24 de octubre |          |
| El Porvenir               | 0 - 2     | Sportivo Dock Sud | El Porvenir            | 24 de octubre |          |
| Colegiales                | 1 - 1     | Temperley         | Colegiales             | 24 de octubre |          |
| Defensores de Belgrano    | 0 - 2     | Rosario Central   | Defensores de Belgrano | 24 de octubre |          |
| Nueva Chicago             | 2 - 1     | Acassuso          | Nueva Chicago          | 24 de octubre |          |
| Talleres (RdE)            | 8 - 3     | Sportivo Alsina   | Talleres (RdE)         | 24 de octubre |          |
| Quilmes                   | 0 - 0     | Vélez Sarsfield   | Quilmes                | 24 de octubre |          |
| Unión                     | 2 - 0     | Excursionistas    | Unión                  | 25 de octubre |          |
| Libre: Argentinos Juniors |           |                   |                        |               |          |

| Fecha 29           | Fecha 29  | Fecha 29               | Fecha 29           | Fecha 29      | Fecha 29 |
| Local              | Resultado | Visitante              | Estadio            | Fecha         |          |
| ------------------ | --------- | ---------------------- | ------------------ | ------------- | -------- |
| Argentinos Juniors | 1 - 2     | Quilmes                | Argentinos Juniors | 31 de octubre |          |
| Vélez Sarsfield    | 1 - 2     | Talleres (RdE)         | Vélez Sarsfield    | 31 de octubre |          |
| Sportivo Alsina    | 3 - 2     | Nueva Chicago          | Sportivo Alsina    | 31 de octubre |          |
| Acassuso           | 3 - 1     | Unión                  | Acassuso           | 31 de octubre |          |
| Excursionistas     | 1 - 1     | Defensores de Belgrano | Excursionistas     | 31 de octubre |          |
| Rosario Central    | 4 - 1     | Colegiales             | Rosario Central    | 31 de octubre |          |
| Temperley          | 4 - 2     | El Porvenir            | Temperley          | 31 de octubre |          |
| Sportivo Dock Sud  | 1 - 1     | Almagro                | Sportivo Dock Sud  | 31 de octubre |          |
| Libre: All Boys    |           |                        |                    |               |          |

| Fecha 30               | Fecha 30  | Fecha 30           | Fecha 30               | Fecha 30       | Fecha 30 |
| Local                  | Resultado | Visitante          | Estadio                | Fecha          |          |
| ---------------------- | --------- | ------------------ | ---------------------- | -------------- | -------- |
| All Boys               | 1 - 3     | Sportivo Dock Sud  | All Boys               | 7 de noviembre |          |
| Almagro                | 2 - 2     | Temperley          | Almagro                | 7 de noviembre |          |
| El Porvenir            | 0 - 5     | Rosario Central    | El Porvenir            | 7 de noviembre |          |
| Colegiales             | 0 - 1     | Excursionistas     | Colegiales             | 7 de noviembre |          |
| Defensores de Belgrano | 2 - 4     | Acassuso           | Defensores de Belgrano | 7 de noviembre |          |
| Unión                  | 5 - 0     | Sportivo Alsina    | Unión                  | 7 de noviembre |          |
| Nueva Chicago          | 3 - 1     | Vélez Sarsfield    | Nueva Chicago          | 7 de noviembre |          |
| Talleres (RdE)         | 7 - 3     | Argentinos Juniors | Talleres (RdE)         | 7 de noviembre |          |
| Libre: Quilmes         |           |                    |                        |                |          |

| Fecha 31                 | Fecha 31  | Fecha 31               | Fecha 31           | Fecha 31        | Fecha 31 |
| Local                    | Resultado | Visitante              | Estadio            | Fecha           |          |
| ------------------------ | --------- | ---------------------- | ------------------ | --------------- | -------- |
| Quilmes                  | 3 - 2     | Talleres (RdE)         | Quilmes            | 14 de noviembre |          |
| Argentinos Juniors       | 0 - 2     | Nueva Chicago          | Argentinos Juniors | 14 de noviembre |          |
| Vélez Sarsfield          | 1 - 1     | Unión                  | Vélez Sarsfield    | 14 de noviembre |          |
| Sportivo Alsina          | 1 - 1     | Defensores de Belgrano | Sportivo Alsina    | 14 de noviembre |          |
| Acassuso                 | 3 - 3     | Colegiales             | Acassuso           | 14 de noviembre |          |
| Excursionistas           | 4 - 1     | El Porvenir            | Excursionistas     | 14 de noviembre |          |
| Rosario Central          | 6 - 3     | Almagro                | Rosario Central    | 14 de noviembre |          |
| Temperley                | 1 - 3     | All Boys               | Temperley          | 14 de noviembre |          |
| Libre: Sportivo Dock Sud |           |                        |                    |                 |          |

| Fecha 32               | Fecha 32  | Fecha 32           | Fecha 32               | Fecha 32        | Fecha 32 |
| Local                  | Resultado | Visitante          | Estadio                | Fecha           |          |
| ---------------------- | --------- | ------------------ | ---------------------- | --------------- | -------- |
| Sportivo Dock Sud      | 3 - 2     | Temperley          | Sportivo Dock Sud      | 21 de noviembre |          |
| All Boys               | 1 - 2     | Rosario Central    | All Boys               | 21 de noviembre |          |
| Almagro                | 1 - 0     | Excursionistas     | Almagro                | 21 de noviembre |          |
| El Porvenir            | 3 - 0     | Acassuso           | El Porvenir            | 21 de noviembre |          |
| Colegiales             | 2 - 0     | Sportivo Alsina    | Colegiales             | 21 de noviembre |          |
| Defensores de Belgrano | 2 - 1     | Vélez Sarsfield    | Defensores de Belgrano | 21 de noviembre |          |
| Unión                  | 4 - 1     | Argentinos Juniors | Unión                  | 21 de noviembre |          |
| Nueva Chicago          | 1 - 1     | Quilmes            | Nueva Chicago          | 21 de noviembre |          |
| Libre: Talleres (RdE)  |           |                    |                        |                 |          |

| Fecha 33           | Fecha 33  | Fecha 33               | Fecha 33           | Fecha 33        | Fecha 33 |
| Local              | Resultado | Visitante              | Estadio            | Fecha           |          |
| ------------------ | --------- | ---------------------- | ------------------ | --------------- | -------- |
| Talleres (RdE)     | 1 - 3     | Nueva Chicago          | Talleres (RdE)     | 28 de noviembre |          |
| Quilmes            | 0 - 0     | Unión                  | Quilmes            | 28 de noviembre |          |
| Argentinos Juniors | 3 - 5     | Defensores de Belgrano | Argentinos Juniors | 28 de noviembre |          |
| Vélez Sarsfield    | 5 - 1     | Colegiales             | Vélez Sarsfield    | 28 de noviembre |          |
| Sportivo Alsina    | 3 - 2     | El Porvenir            | Independiente      | 28 de noviembre |          |
| Acassuso           | 1 - 0     | Almagro                | Acassuso           | 28 de noviembre |          |
| Excursionistas     | 4 - 1     | All Boys               | Excursionistas     | 28 de noviembre |          |
| Rosario Central    | 9 - 0     | Sportivo Dock Sud      | Rosario Central    | 28 de noviembre |          |
| Libre: Temperley   |           |                        |                    |                 |          |

| Fecha 34               | Fecha 34  | Fecha 34           | Fecha 34               | Fecha 34       | Fecha 34 |
| Local                  | Resultado | Visitante          | Estadio                | Fecha          |          |
| ---------------------- | --------- | ------------------ | ---------------------- | -------------- | -------- |
| Temperley              | 0 - 1     | Rosario Central    | Rosario Central        | 5 de diciembre |          |
| Unión                  | 2 - 1     | Talleres (RdE)     | Unión                  | 5 de diciembre |          |
| Sportivo Dock Sud      | 0 - 4     | Excursionistas     | Sportivo Dock Sud      | 6 de diciembre |          |
| All Boys               | 0 - 1     | Acassuso           | All Boys               | 6 de diciembre |          |
| Almagro                | 3 - 2     | Sportivo Alsina    | Atlanta                | 6 de diciembre |          |
| El Porvenir            | 2 - 4     | Vélez Sarsfield    | El Porvenir            | 6 de diciembre |          |
| Colegiales             | 2 - 1     | Argentinos Juniors | Colegiales             | 6 de diciembre |          |
| Defensores de Belgrano | 2 - 1     | Quilmes            | Defensores de Belgrano | 6 de diciembre |          |
| Libre: Nueva Chicago   |           |                    |                        |                |          |

| 1. 2. |